# 昂洪
昂洪（？—1633年），博尔济吉特氏，出自科尔沁兀鲁特部，正黄旗满洲人，后金蒙古将领。
天命七年（1622年），昂洪随父明安归附努尔哈赤，授任游击。天命十一年（1626年），从征巴林、扎鲁特蒙古诸部。天聪五年（1631年），跟随皇太极攻打明朝，攻大凌河，有功，升三等副将，赐号达尔汉和硕齐。天聪七年（1633年），去世。子鄂齊爾，襲。天聪八年（1634年），改三等梅勒章京。順治年間，三次以恩詔進爵，再以罪降爵，定為二等阿思哈尼哈番。擢內大臣，管鑾儀衛事。授領侍衛內大臣。順治十四年（1657年），鄂齊爾去世，諡勤恪。乾隆初，定封三等男。